# Äiamaa
Äiamaa est un village de la commune de Türi du Comté de Järva en Estonie.
Au 31 décembre 2011, il compte 49 habitants.